# Charles Sherrod
Charles Melvin Sherrod (2 de janeiro de 1937 - 11 de outubro de 2022) foi um ministro americano e ativista dos direitos civis. Durante o movimento pelos direitos civis, Sherrod ajudou a fundar o Movimento Albany enquanto servia como secretário de campo para o sudoeste da Geórgia para o Comitê de Coordenação Estudantil Não-Violenta . Ele também participou do Movimento dos Direitos de Voto de Selma e de muitas outras campanhas do movimento dos direitos civis da época.
O ativismo de Sherrod continuou ao longo de sua vida por meio do Southwest Georgia Project for Community Education (SWGAP), New Communities e como membro do conselho da cidade de Albany. Ele era casado com a ex -funcionária do Departamento de Agricultura dos Estados Unidos, Shirley Sherrod.

## Biografia
Sherrod nasceu em Surry, Virgínia, e foi criado por sua avó batista. Quando era menino, cantava em um coral e frequentava a escola dominical de uma igreja batista. Quando ficou mais velho, tornou-se pregador na Igreja Batista Mount Olivet, onde costumava pregar para crianças.

## Movimento dos direitos civis
Sherrod participou pela primeira vez do movimento pelos direitos civis depois que a Suprema Corte dos Estados Unidos acabou com a segregação das escolas públicas no caso Brown v. Caso Conselho de Educação . Em 1954, Sherrod participou pela primeira vez de protestos em igrejas brancas com o objetivo de desagregá-las.
Ele foi um membro-chave e organizador do Comitê de Coordenação Não-Violenta dos Estudantes (SNCC) durante o movimento pelos direitos civis. Ele se tornou o primeiro secretário de campo do SNCC e diretor do SNCC para o sudoeste da Geórgia.

### Comitê de Coordenação Não-Violenta Estudantil
Sherrod ingressou no SNCC em 1961, quando estava recrutando novos alunos para ingressar em Rock Hill, Carolina do Sul. Durante esse tempo, Sherrod estava na Virginia Union University em Richmond, Virgínia. Ele recebeu uma oferta de emprego como professor, mas recusou para que pudesse fazer parte do SNCC em Rock Hill, Carolina do Sul.
Em 1961, ele estava entre quatro alunos, junto com Diane Nash, J. Charles Jones e Ruby Doris Smith, a abandonar a faculdade para se tornarem ativistas dos direitos civis em tempo integral e membros do SNCC. Quando os quatro chegaram a Rock Hill, eles quase imediatamente se engajaram em protestos contra a segregação. Depois de apenas um dia em Rock Hill, todos os quatro foram presos por causa de uma manifestação da qual participaram em um restaurante local.
Eles foram condenados a 30 dias de trabalhos forçados. Eles escolheram a prisão em vez da fiança na tentativa de superlotar as prisões, como parte da estratégia "prisão sem fiança", na qual, em vez de pagar fiança, a pessoa cumpriria a pena completa para chamar a atenção e dramatizar a injustiça que estava acontecendo.
Quando Sherrod foi libertado da prisão, ele se tornou um membro contribuinte do SNCC e frequentemente referido como um de seus fundadores. Subindo na organização do SNCC, ele foi nomeado diretor e secretário de campo do sudoeste da Geórgia. A estratégia de Sherrod era se concentrar na pequena cidade de Albany, na Geórgia, como o centro da atividade de registro de eleitores para as fazendas vizinhas.

### O Movimento de Albany
Em vez de voltar para a escola no outono, Sherrod mudou-se para se tornar um organizador em tempo integral para estimular novas iniciativas negras na comunidade fortemente segregada e dominada pela Ku Klux Klan de Albany, na Geórgia. Sherrod foi posteriormente acompanhado pelo colega trabalhador do SNCC, Cordell Reagon, em outubro de 1961. Sherrod tinha 22 anos e Reagon tinha 18.
O principal objetivo do Movimento de Albany era ganhar o direito de voto para os negros em Albany e arredores. O Movimento também fez campanha pela dessegregação, particularmente pelo fim dos terminais segregados nas estações de ônibus e viagens interestaduais e revogação das portarias de segregação da cidade.
O principal objetivo do Movimento de Albany era ganhar o direito de voto para os negros em Albany e arredores. O Movimento também fez campanha pela dessegregação, particularmente pelo fim dos terminais segregados nas estações de ônibus e viagens interestaduais e revogação das portarias de segregação da cidade.
O movimento foi perturbado por dissensões internas. Enquanto Sherrod e Reagon enfatizavam a ação direta, incluindo sit-ins e prisões, e realizavam sessões de aprendizado sobre como se envolver em estratégias não violentas para estudantes de Albany em antecipação a um grande conflito com a polícia, os líderes locais preferiam a negociação com as autoridades para reformas. Enquanto alguns líderes locais, como CW King, um agente imobiliário afro-americano, e HC Boyd, o ministro da Igreja Batista Shiloh, apoiaram a campanha, outros consideraram forçar Sherrod e Reagon a deixar a cidade.
Sherrod, Reagon e SNCC também estavam em desacordo com as táticas empregadas pelo Dr. Martin Luther King Jr. e pela Southern Christian Leadership Conference . Embora o movimento fosse baseado nos métodos não violentos que Sherrod aprendeu com King, Sherrod defendeu uma abordagem mais democrática baseada na organização popular e voltada para soluções de longo prazo, em vez do estilo de campanhas de curto prazo de King, dependente de seu carisma pessoal e apresentando mais direção de cima para baixo.
O movimento contou com o apoio de estudantes das faculdades e escolas secundárias de Albany na cidade; 32 estudantes foram posteriormente expulsos da Albany State University por suas atividades de protesto. Esses alunos receberam diplomas honorários 50 anos depois, em dezembro de 2011. O SNCC também usou voluntários brancos como forma de mostrar que os brancos eram iguais, e não superiores, aos negros.
As táticas de ação direta de Sherrod encontraram oposição determinada das autoridades, particularmente do chefe da polícia de Albany, Laurie Pritchett, que ordenou prisões em massa de manifestantes, mas evitou o tipo de violência aberta que chamaria a atenção nacional e o apoio ao movimento. Pritchett também minou a tática de prisão sem fiança ao dispersar os detidos pelas prisões de outras comunidades na área. Sherrod lembrou que "mais de 500 estudantes ocuparam-se e foram detidos, presos e espancados", durante o movimento.
Sherrod também enfrentou a constante ameaça de violência dos brancos, muitas vezes diariamente. Como Sherrod observou no 50º aniversário do SNCC "Então, tivemos que lidar continuamente, dia após dia, com o medo".
Embora o Movimento de Albany tenha alcançado alguns sucessos, forçando a cidade de Albany a revogar todos os decretos de segregação em 1963, foi considerado um fracasso na época. Avaliações posteriores do movimento foram mais positivas, considerando-o uma valiosa lição de tática que contribuiu para as vitórias do movimento pelos direitos civis nas campanhas subsequentes.

### Movimento dos Direitos de Voto em Selma - Alabama
O Selma Voting Rights Movement foi uma campanha para obter direitos de voto para os afro-americanos em Selma, Alabama e além, em março de 1965. Sherrod participou do Selma Voting Rights Movement, junto com outros ativistas como Dr. King e John Lewis.
A porcentagem de afro-americanos em Selma que puderam votar foi extremamente baixa, cerca de 2%. Quando o xerife Jim Clark barrou os esforços dos negros de se registrarem para votar, o movimento decidiu fazer uma marcha de Selma a Montgomery, Alabama, a capital do estado, para divulgar sua causa. Aquela primeira marcha em 7 de março de 1965 foi encerrada por um violento ataque aos manifestantes pela polícia na ponte Edmund Pettus que ficou conhecida como Domingo Sangrento. Uma segunda marcha começou dois dias depois, mas também terminou na ponte.
Uma terceira marcha, sob a proteção de uma ordem judicial federal, 1.900 membros da Guarda Nacional do Alabama sob comando federal e vários agentes do FBI e marechais federais, começou em 21 de março e chegou a Montgomery em 24 de março. A marcha foi composta por membros do SCLC, SNCC e membros da comunidade e serviu para chamar a atenção nacional para a causa do direito de voto.

### Saída do SNCC
Um defensor da integração racial, Sherrod recrutou membros brancos e negros para ajudar nos esforços de registro de eleitores. Sherrod deixou o SNCC no final de 1966 porque o chefe do SNCC, Stokely Carmichael, planejava excluir os brancos da organização. Sherrod não concordou com esta política e decidiu dedicar seus esforços ao Southwest Georgia Project (SWGAP).

### Projeto Southwest Georgia para Educação Comunitária
Depois de deixar o SNCC, Sherrod e sua esposa Shirley Sherrod começaram a participar do Southwest Georgia Project for Community Education (SWGAP). O trabalho realizado em Albany ajudou a introduzir o movimento em 15 condados diferentes em todo o sudoeste da Geórgia. Ele então começou a recrutar alunos do Union Theological Seminary, onde havia feito seu mestrado, para auxiliar no projeto.
Sherrod queria continuar sua paixão pela não-violência e defender a desagregação e os direitos civis. A missão do SWGAP é educar, envolver e capacitar as comunidades no sudoeste da Geórgia. Este projeto tem três focos principais: alimentos, fazendas e direitos humanos, trabalhando em conjunto com Novas Comunidades e fundos fundiários . O objetivo do programa alimentar é abordar a acessibilidade dos alimentos, a falta de alimentos e o aspecto comunitário dos alimentos. Isso vai junto com o programa agrícola, que visa aumentar as oportunidades para fazendas familiares e fazendas mal atendidas na área do sudoeste da Geórgia. Como Sherrod era antes de tudo um ativista, outro foco principal do SWGAP são os direitos humanos para todos. O resultado proposto por Sherrod para fortalecer a acessibilidade alimentar, aumentar as oportunidades agrícolas e os direitos humanos para todos era aumentar a segurança alimentar, fortalecer a economia (devido à segurança alimentar) e a transferência intergeracional de terras agrícolas. Shirley continua liderando o SWGAP.

## Vida posterior
Sherrod recebeu seu mestrado em teologia sagrada pelo Union Theological Seminary. Ele então voltou para casa para dirigir o Southwest Georgia Project for Community Education com Shirley Sherrod. Em 1969, Sherrod, sua esposa Shirley e outros membros do Movimento de Albany ajudaram a criar o movimento de truste de terras nos EUA, co-fundando o New Communities, uma fazenda coletiva no sudoeste da Geórgia modelada nos kibutzim em Israel.
Mais tarde, ele serviu como membro eleito do Conselho Municipal de Albany de 1976 a 1990.
Sherrod e sua esposa tiveram dois filhos. Sherrod morreu em 11 de outubro de 2022.